# Kerry Larkin
Kerry Larkin (ur. 22 czerwca 1936 w Brisbane, zm. 26 maja 2021) – australijski rugbysta grający w formacji młyna, reprezentant kraju, lekarz.
Do 1953 roku uczęszczał do Anglican Church Grammar School w Brisbane, gdzie przez dwa lata grał w pierwszej drużynie tej szkoły, w ostatnim roku będąc jej kapitanem. Po jej ukończeniu studiował medycynę na University of Queensland, w związanym z nim University of Queensland RFC rozegrał zaś ponad 150 spotkań pięciokrotnie zwyciężając w rozgrywkach Queensland Premier Rugby.
W 1955 roku zadebiutował w stanowych barwach i do roku 1960 zagrał w osiemnastu spotkaniach – także z zespołami reprezentacyjnymi – zdobywając cztery przyłożenia.
W roku 1958 rozegrał dwa testmecze dla australijskiej reprezentacji przeciwko New Zealand Māori, zrezygnował jednak z kolejnych powołań skupiając się na zobowiązaniach akademickich.
Pracował jako lekarz w Papui-Nowej Gwinei, następnie osiadł w Rockhampton. Przez wiele lat związany był z Central Queensland University, w uznaniu zasług dla miejscowej społeczności jego imieniem został nazwany lokalny stadion.